# 大庄村 (兵庫県)
大庄村（おおしょうむら）は、かつて兵庫県武庫郡に所属していた村。現在の尼崎市南西部（大庄地区）にあたる。

## 歴史
- 江戸時代 - 尼崎藩領に含まれ、今北、西大島、東大島、浜田、東新田、西新田、道意新田、中浜新田、又兵衛新田の9村に分かれていた。
- 1889年（明治22年）4月 - 町村制が施行され、上記の西新田組戸長役場管轄区域の9村を村域として、大庄村が成立する。「大庄」の村名の由来は、この地域が「大島の庄」と呼ばれていたことによる。村役場は、旧戸長役場（西新田村）に置かれ、人口は、3,370人であった。
- 1905年（明治38年）4月12日 - 阪神電気鉄道が開業し、大庄村内に武庫川停留所（現・武庫川駅）、蓬川停留所が開設される。
- 1910年（明治43年） - 日本リーバ・ブラザース石鹸工場が建設される。
- 1917年（大正6年） - 乾鉄線の工場が建設される[1]。
- 1927年（昭和2年） - 阪神国道が開通し、同国道上に阪神国道電軌が開業する。阪神国道電軌は翌年、親会社の阪神電気鉄道に合併され国道線となる。
- 1930年（昭和5年） - 尼崎築港会社が、村南部の地先に大規模な臨海工業地の埋立事業を開始した。
- 1932年（昭和7年） - 尼宝自動車専用道路（現・兵庫県道42号尼崎宝塚線）が開通する。
- 1933年（昭和8年） - 関西共同火力発電会社が建設を進めていた火力発電所の1号機が運転を開始。総発電計画量は30万kwで、当時の阪神三大都市の電力需要を賄い、近県にも送電が可能な規模であった[2]。
- 1934年（昭和9年） - 室戸台風の直撃を受け、甚大な被害を受ける。特に丸島、又兵衛新田、大浜新田は全集落の家屋が流出する大きな被害を出した[3]。死者99人、負傷者164人、流出家屋171戸、全壊家屋11戸、半壊家屋49戸、床上浸水571戸、床下浸水1,136戸に及んだ（当時の総戸数は3475戸）。
- 1937年（昭和12年） - 西字口ノ開（現大庄西町3丁目）に新村役場（現・大庄南生涯学習プラザ）が竣工。1932年（昭和7年）に村役場用地は買収が済み、1933年（昭和8年）には設計が進行していたが、室戸台風の被害により、中断。建築家の村野藤吾（1891年 - 1984年）に設計を依頼。鉄筋コンクリート造、地上3階、地下1階の当時としては最先端の庁舎であった。その背景には、昭和10年代の大庄村が、災害復興事業の推進と同時に、臨海部の工業化につれて、急速な都市化を果たし、数年間で人口が倍増を繰り返し、毎年、大幅な歳入超過を記録し、「日本一の大村」と称されていた状況があった。それでも、村役場の建設費は、当時の村の年間歳出額の半分に相当する16万円であった。
- 1939年（昭和14年）10月 - 大庄村および武庫村が、西宮警察署管区から尼崎警察署管区に異動することとなる。この件を契機に大尼崎構想に基づく、大庄村・武庫村・川辺郡立花村の尼崎市への合併が取り沙汰されるようになった[1]。
- 1942年（昭和17年）2月11日 - 隣接する武庫村、立花村と共に尼崎市へ編入され消滅[4]。1924年（大正13年）に尼崎市が「尼崎市計画区域」を決定し、周辺の小田村、大庄村、立花村、武庫村、園田村の5村との連携強化、1市5村による単一都市圏整備の必要性を説く。大庄村では、先年より武庫川対岸の鳴尾村などとの合併を構想する反対派と、尼崎市との合併を推進する派との対立が続いていた。前年に合併推進派の平瀬巌若が村長に就任し、合併が決定される。なお、反対派の合併構想では、「武庫川市」という新市名が公表されていた。当時の大庄村の人口は、4万8,200人[5]。

## 行政
村長
- 野草平八郎[6]
- 橋本治作[6]
- 織部善吉[6]
- 矢野武一[6]

## 経済
農業
農産物は、米、麦其の大部分を占め、又甘藷をはじめ大豆、葡萄等種々ある。『大日本篤農家名鑑』によれば大庄村の篤農家は、「小川龍碩、橋本治作、織部善吉」などである。